# Городець (Малинський район)
Городець — колишній хутір у Малинівській сільській раді Малинського району Коростенської округи Української СРР.

## Населення
У 1926 році налічувалося 57 жителів, дворів — 11.

## Історія
Розташовувався біля с. Малинівка. До 1923 року входив до складу Малинської волості Радомисльського повіту Київської губернії. У 1923 році включений до складу новоутвореної Городищенської сільської ради Малинського району Малинської округи. 26 березня 1926 року підпорядкований Малинівській сільській раді Малинського району Коростенської округи.
Знятий з обліку населених пунктів до 1 жовтня 1941 року.